# Jüdischer Friedhof Pastoratsberg

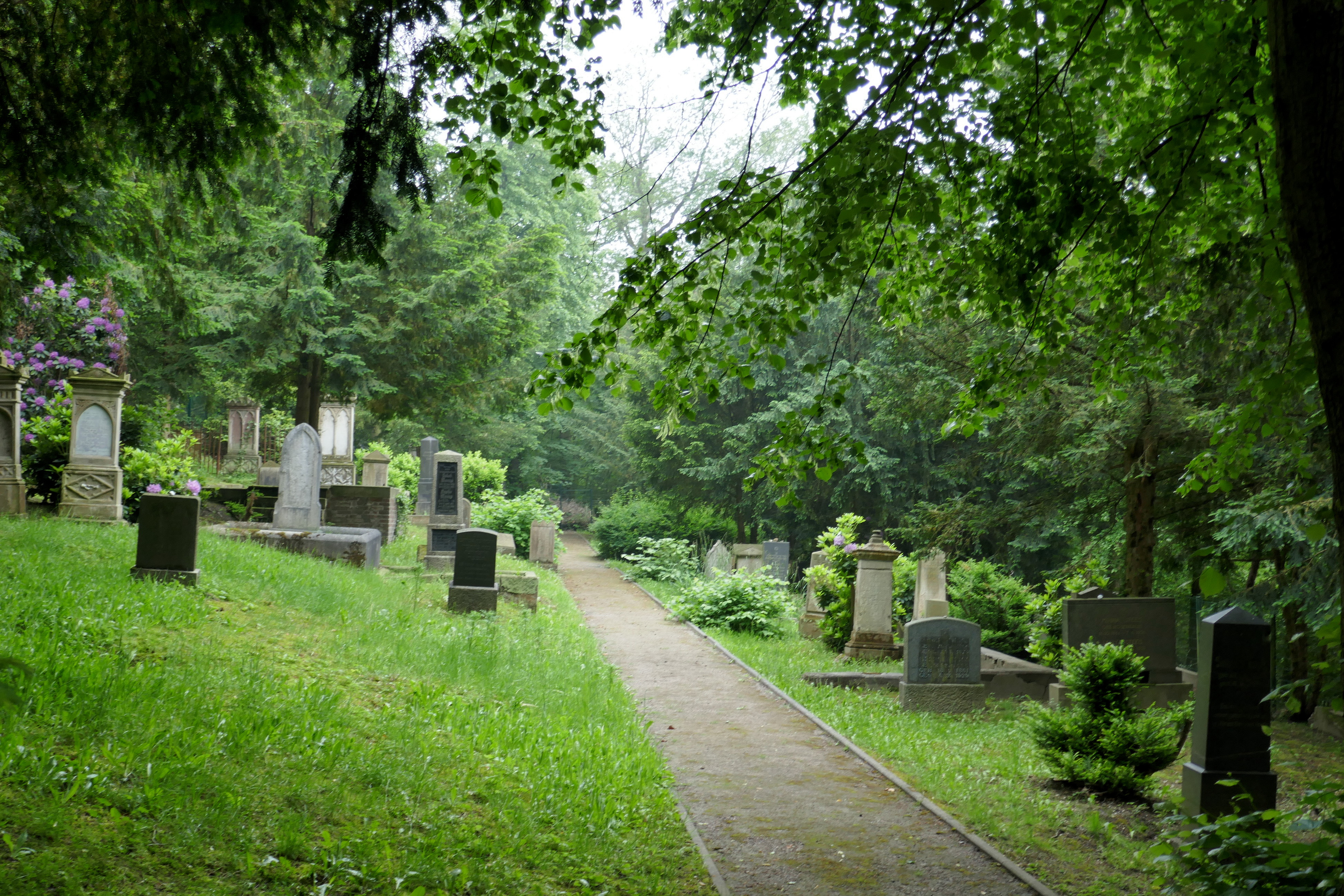
Blick vom Eingang in den Friedhof

Der Jüdische Friedhof am Pastoratsberg ist ein jüdischer Friedhof der damals selbständigen Stadt Werden, seit 1929 ein Stadtteil von Essen. Er liegt im Essener Stadtteil Heidhausen und steht seit 1986 unter Denkmalschutz.

## Geschichte
Die erste jüdische Familie durfte sich 1808 in Werden niederlassen. Es war die aus Kettwig vor der Brücke stammende Familie von Joseph Herz (1771–1846), einem Metzger und Viehhändler, der dort die jüdische Gemeinde gründete und zeitweise Vorsteher der zunächst im Erdgeschoss eines normalen Hauses an der Marktstraße (heute Heckstraße) befindlichen Synagoge war. Ihm zu Ehren wurde 2016 der Joseph-Herz-Weg im Neubaugebiet Grüne Harfe in Heidhausen benannt. Bis zur Säkularisation 1803, als Werden an Preußen kam und die Reichsabtei Werden aufgelöst wurde, hatte diese die Ansiedlung von Juden unterbunden.
Die Gemeinde gehörte zunächst zur Synagogengemeinde Essen, in der Weimarer Zeit war sie selbständig (1932 Anschluss von Kupferalt). Die Größe der Gemeinde belief sich 1885 auf 69 und 1933 noch auf 52 Mitglieder. Besuchte man zunächst die Synagoge in Kettwig, wird 1843 ein Bethaus erwähnt und 1891 ein neuer Betsaal, der nach 1945 abgerissen wurde. Zudem wird der oben erwähnte Raum an der Marktstraße genannt.
Eine erste Bestattung auf jüdischen Friedhof am Pastoratsberg fand 1831 statt. Es war die von Lazarus Salomon, der in einem Zuchthaus starb. Der älteste erhaltene Grabstein ist der von Bella Simon Kahn, der Ehefrau von Isaac Baruch, die am 3. November 1845 starb. Der Friedhof wurde nachweislich seiner Grabsteine bis 1938 belegt, etwa 70 sind erhalten. Nach der Pogromnacht am 9. November 1938 wurden die Bewohner dreier Judenhäuser in der Bungertstraße in Werden von der Gestapo und der SS verjagt und in Vernichtungslager deportiert. Niemand überlebte. 1966 gab es eine Gräberschändung durch Jugendliche, die zwanzig Grabsteine umwarfen, 2002 folgte eine weitere Schändung. Der Orkan Kyrill verwüstete durch umgestürzte Bäume große Friedhofsteile, die folgend wieder hergerichtet wurden.
Das Friedhofsgrundstück kostete die Gemeinde einst zehn Taler. Der Begräbnisplatz, der im jüdischen Volksmund Haus des ewigen Lebens genannt wird, wurde terrassenförmig an einem Hang angelegt, wobei ihn ein Weg in zwei Felder unterteilt. Die Bestattungen fanden räumlich nach Familienzugehörigkeit statt, so dass im hinteren Friedhofsteil größere Flächen den Familien Herz und Simon vorbehalten sind. Der Friedhof ist heute umzäunt und nicht öffentlich zugänglich.